# Bronisław Jarosz (1910–1993)
Bronisław Jarosz (ur. 27 sierpnia 1910 w Chodorowie, zm. 30 kwietnia 1993 w Bielsku-Białej) – wieloletni dzierżawca, gospodarz, kierownik schronisk górskich w Beskidzie Żywieckim oraz w Beskidzie Śląskim, pierwszy kierownik, a później dyrektor Domu Wycieczkowego PTTK w Bielsku-Białej. Praktycznie całe swoje dorosłe życie spędził w górach lub przy obsłudze ruchu turystycznego w Beskidach.

## Życiorys
Od grudnia 1934 do września 1939 i od grudnia 1940 do czerwca 1945 był pierwszym gospodarzem schroniska na Wielkiej Raczy. Od czerwca 1945 do sierpnia 1951 prowadził schronisko na Klimczoku, dokąd, za zgodą Oddziału PTT, przewiózł ocalałe ze zniszczeń wojennych wyposażenie ze schroniska na Wielkiej Raczy. Z uwagi na panującą w schronisku na Klimczoku atmosferę w tamtym okresie turyści mówili "Idę do Jarosza", a nie "Idę na Klimczok". Popularności obiektowi przysparzała kuchnia prowadzona przez jego siostrę Jadwigę, oferująca m.in. domowe ciasta, torty i ciasteczka. Na Klimczoku Jarosz prowadził również regularne odczyty z lokalnej stacji metrologicznej i przekazywał je do PIHM (ówczesny Państwowy Instytut Hydrologiczno-Meteorologiczny) w Krakowie.
Od kwietnia 1953 do października 1954 (tj. do czasu rozbudowy) prowadził schronisko na Szyndzielni.
Od października 1954 do przejścia na emeryturę w grudniu 1976 był kierownikiem, a następnie dyrektorem Domu Wycieczkowego PTTK w Bielsku-Białej. Również i tu istniała przyjazna dla turystów atmosfera, a świetna kuchnia była powszechnie znana w Bielsku-Białej. Z tego powodu wielokrotnie wraz ze swoimi pracownikami zajmował czołowe miejsca w różnych ogólnopolskich konkursach i współzawodnictwie obiektów turystycznych.
Był członkiem Grupy Beskidzkiej GOPR od czasu jej powstania, uczestnikiem Pierwszego Kursu Ratowników Górskich zorganizowanego przez PTT w listopadzie 1935 roku w Zakopanem dla dzierżawców i gospodarzy schronisk. Udzielał pomocy potrzebującym oraz pełnił dyżury do roku 1991. Był również członkiem Polskiego Towarzystwa Tatrzańskiego w latach 1929–1939 oraz 1945–1950.
Był żonaty z Ireną Jarosz, z domu Skrzypczyńską (ur. 18 lutego 1930, zm. 20 stycznia 1978 w następstwie nieszczęśliwego wypadku przy pracy w DW PTTK w Bielsku-Białej). Synowie: Marian (ur. 1954 w Bielsku-Białej) oraz Bogusław (ur. 1959 w Bielsku-Białej).

## Odznaczenia
- 1965: Złota Odznaka PTTK,
- 1973: Złota Odznaka „Zasłużony Działacz Turystyki”,
- 1976: Złota Odznaka Honorowa ZW PTTK (przyznana jako pierwszemu)
- 1976: Złoty Krzyż Zasługi,
- 1977: Złota Odznaka GOPR.